# Iziaslav de Pólatsk
Iziaslav (del ruso: Изяслав), en bielorruso: Ізяслаў (978/979-1001) fue el Príncipe (Kniaz) de Pólatsk, hijo de Vladimiro I de Kiev y Rogneda de Pólatsk, hermano de Yaroslav I el Sabio.
En 987, tras un supuesto atentado de Rogneda contra Vladimiro, Iziaslav fue enviado junto a su madre a gobernar Iziaslavl (hoy Zaslauye en la provincia de Minsk) en las tierras de su abuelo materno Rógvolod, Polátsk. Hay también una leyenda que dice que Rogneda intentó que Iziaslav matara a su padre.
A pesar de posiblemente ir contra la voluntad de su padre, Iziaslav logró continuar gobernando en Pólatsk. Fue el primero en hacer a Pólatsk autónoma del Gran Principado de Kiev pasando su título a sus descendientes luego de su muerte. Su principado llevó un alto grado de autonomía que luego fue pasado a sus descendientes. Su gloria fue conmemorada luego de que una ciudad fuese nombrada como él.
Iziaslav murió a la edad de aproximadamente 23 años, en 1001, sobreviviendo a su madre pero prevaleciendo a su padre Vladimiro de Kiev, excluyendo así a sus descendientes de conseguir el trono kievita, de acuerdo a la "sucesión escalera".
El nombre de la esposa de Iziaslav es desconocido. Tuvo dos hijos: Briachislav de Pólotsk y Vseslav. Ambos eran pequeños al momento de la muerte de su padre. Vseslav murió, todavía en su niñez, en 1003, mientras que Briachislav continuó la dinastía de los príncipes de Pólatsk y desafió la autoridad de su hermano Yaroslav I el Sabio.